# Hofbrunnwerk

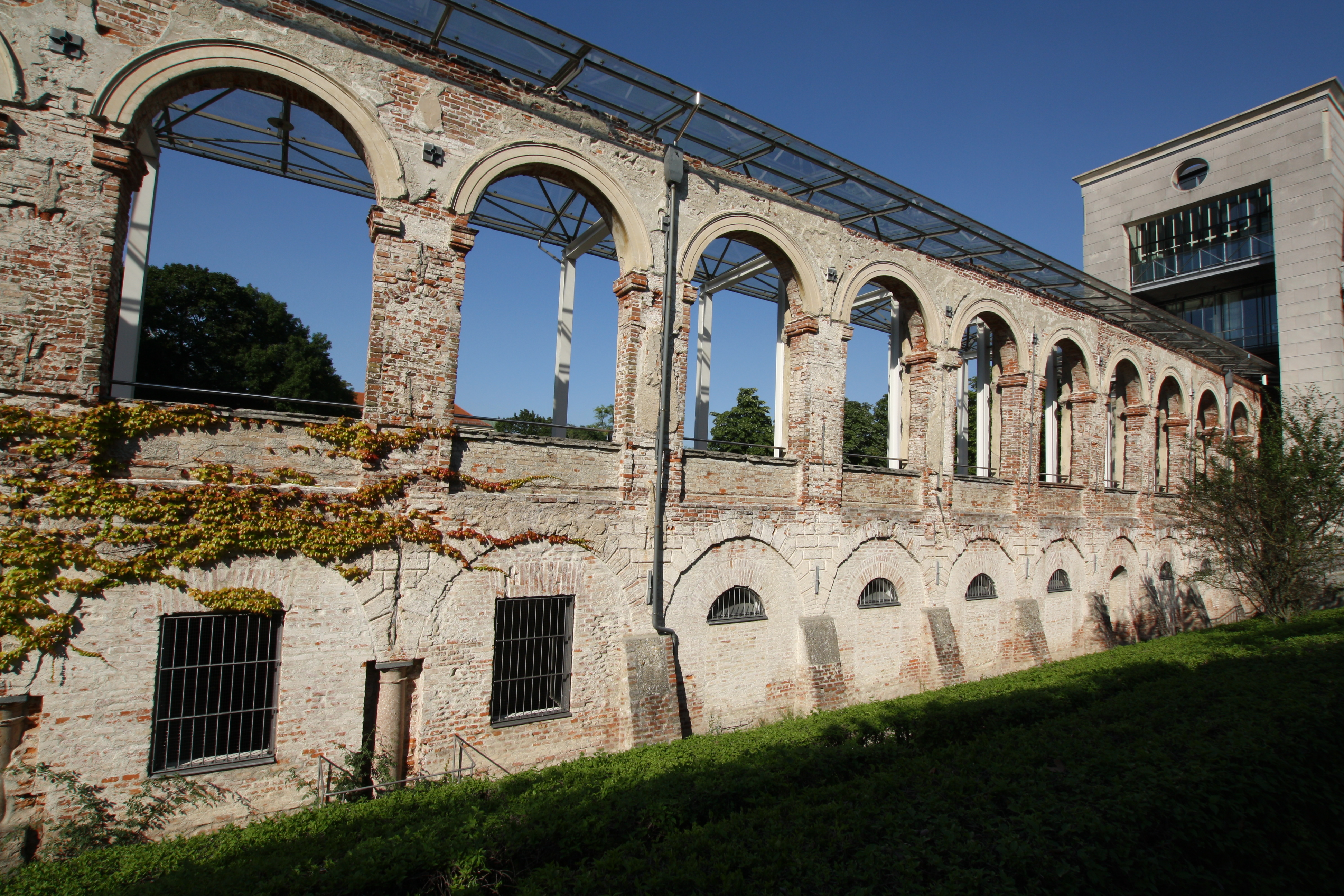
Hofbrunnwerk unter den Hofgartenarkaden

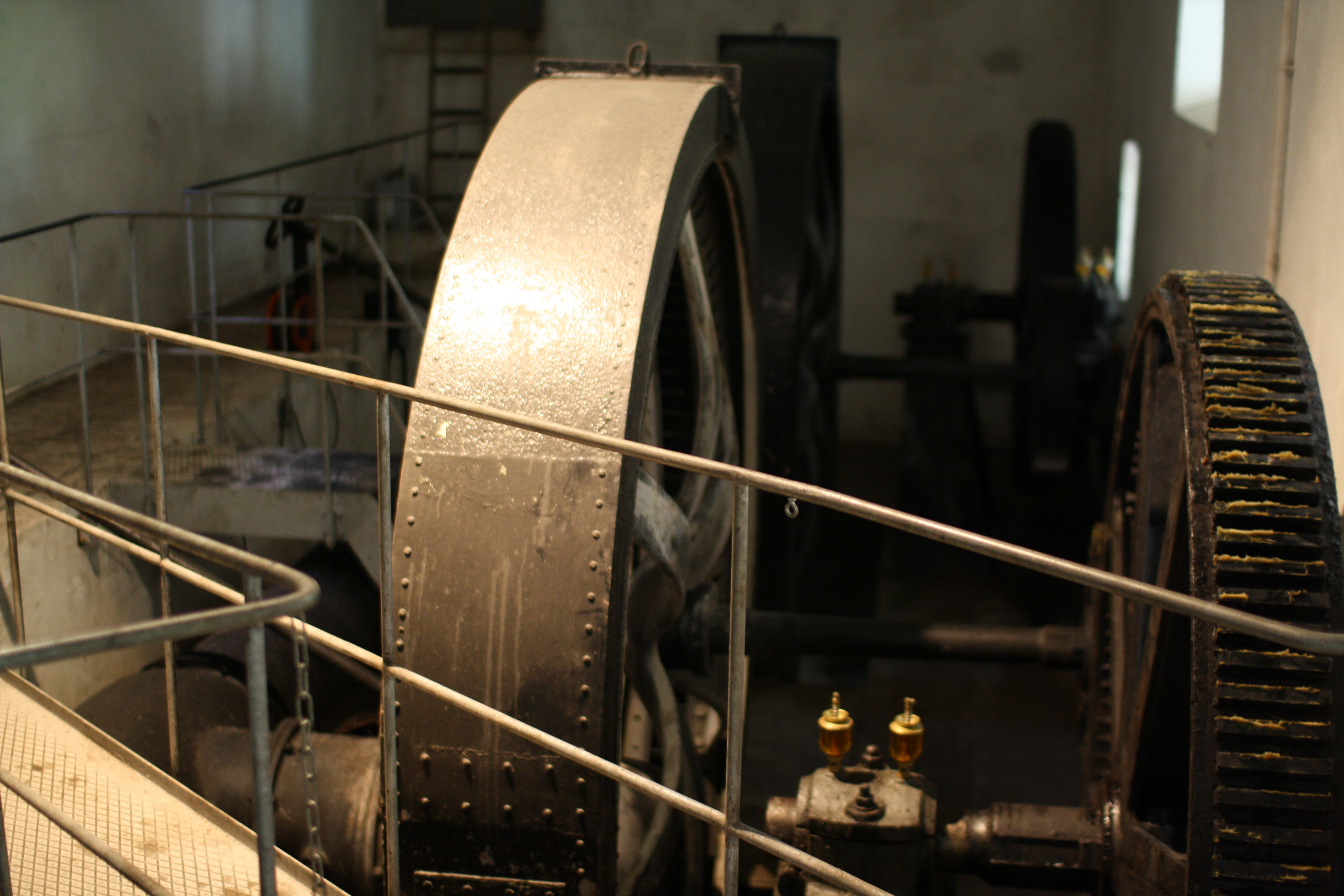
Turbine und Getriebe

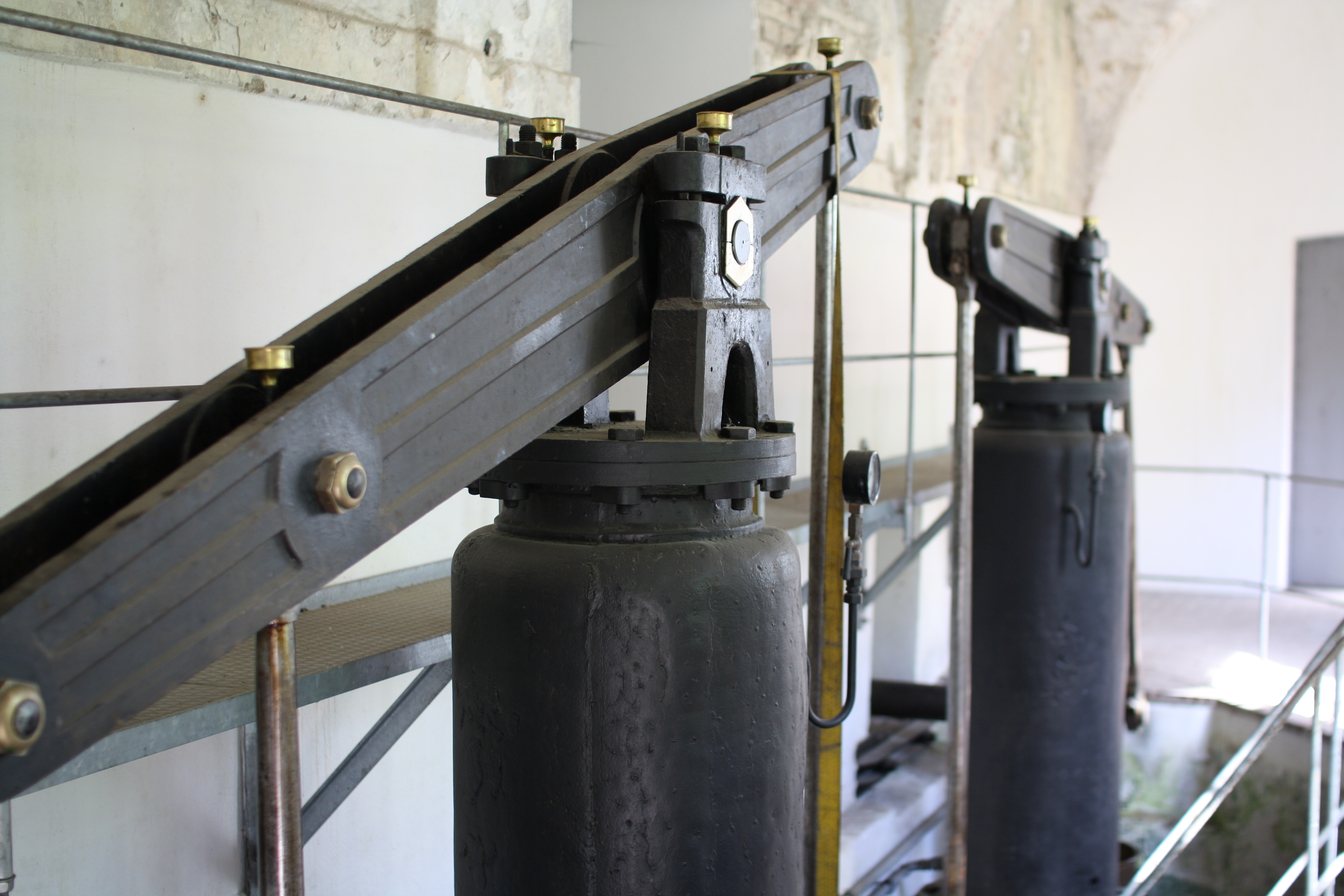
Pumpanlage

Das Hofbrunnwerk in München ist ein wasserkraftbetriebenes Pumpwerk, das der Versorgung der Brunnen im Hofgarten dient.

## Lage
Das Hofbrunnwerk liegt an der Nordseite des Unteren Hofgartens auf der Hirschauterrasse, durch die die Münchner Stadtbäche fließen. Der Pumpenraum des Brunnwerks befindet sich in dem Unterbau der Hofgartenarkaden, der Turbinenraum schließt sich nördlich daran an.

## Geschichte
Bei der Anlage des Unteren Hofgartens durch Herzog Albrecht V. wurde 1562 am Westende des den Garten nach Norden abschließenden Arkadengangs ein Brunnwerk zur Versorgung des Gartens und der darin errichteten Brunnen mit Wasser errichtet. Für den Betrieb des Brunnwerks wurde vermutlich bereits damals ein Kanal vom Westlichen Stadtgrabenbach aus angelegt.
1615–1617 ließ Albrechts Enkel Maximilian I. westlich des alten Gartens den im Wesentlichen heute noch in seiner Grundstruktur erhaltenen Hofgarten auf der höher gelegenen Altstadtterrasse anlegen. Bei dieser Gelegenheit wurde das Brunnwerk zu einem Brunnhaus mit einem Wasserturm ausgebaut, das auch der Trinkwasserversorgung des Hofes und des angrenzenden Stadtgebiets diente.
Nach der Erweiterung der Residenz unter Ludwig I. wurde 1845 das Brunnhaus an der Residenz abgerissen und östlich angrenzend an das alte Hofgartenbrunnhaus neu aufgebaut. Für die Wasserversorgung des neuen Brunnhauses wurde ein neuer Kanal angelegt, der heutige Hofbrunnwerkkanal.
Bis 1857 waren beide Brunnhäuser parallel in Betrieb, dann wurde das Brunnhaus Maximilians I. stillgelegt. 1885 wurden die Wasserräder des Brunnwerks durch leistungsfähigere Girard-Turbinen ersetzt, die bis heute erhalten sind.
1904 wurde die Trinkwasserförderung eingestellt, da die Stadt München mittlerweile ihr Trinkwasser über eine Wasserleitung aus dem Mangfallgebiet bezog. Bis 1968 diente das Brunnwerk weiter der Wasserversorgung für die Brunnen des Hofgartens, dann wurde sein Betrieb eingestellt und der Hofbrunnwerkkanal aufgelassen.
Im Rahmen des Umbaus des alten Armeemuseums zur Staatskanzlei, bei dem der Köglmühlbach neben seinem ursprünglichen Bett neu angelegt wurde, wurden 1991 auch der Hofbrunnwerkkanal und das Hofbrunnwerk wieder in Betrieb genommen.

## Trennung von Wasser für die Turbinenräder und Grundwasser
Das Funktionskonzept des Hofbrunnwerk sieht vor, dass aus einem Schacht Grundwasser gefördert wird.
Die dazu erforderliche Energie bringt der Hofbrunnwerkkanal.